# Maurizio Lenzerini
Maurizio Lenzerini (Pavia, 14 dicembre 1954) è un ingegnere italiano, professore ordinario di ingegneria informatica presso l'Università La Sapienza di Roma.
Si è laureato nel 1980 in ingegneria elettronica all'Università La Sapienza di Roma e si è specializzato due anni più tardi in ingegneria informatica. I suoi interessi di ricerca spaziano nell'ambito delle basi di dati, sistemi informativi, rappresentazione della conoscenza e ragionamento automatico, progettazione del software, modellazione di ontologie, open data e data integration. È autore di oltre 400 articoli sottoposti a revisione paritaria, è membro del Comitato di coordinamento europeo per l'intelligenza artificiale e ACM e membro dell'Accademia Europaea.
Il suo articolo DL-Lite: Tractable Description Logics for Ontologies, scritto assieme a Diego Calvanese, Giuseppe De Giacomo, Domenico Lembo e Riccardo Rosati, ha ricevuto il premio AAAI 2021 Classic Paper Award come "the most influential paper from the Twentieth National Conference on Artificial Intelligence, held in 2005 in Pittsburgh, Pennsylvania, USA".
Nel 2022 ha vinto il Peter P. Chen Award.

## Carriera accademica
Ha iniziato la sua carriera nel 1981 presso Sapienza come esercitatore per il corso di "Calcolatori Elettronici" del Prof. Carlo Batini, per la Laurea in Ingegneria Elettronica, con cui ha scritto il suo primo libro sui linguaggi assemblativi.
Dal 1983 diventa titolare di un corso universitario, sebbene ancora ricercatore, di "Analisi e Progettazione di Sistemi Informativi" per il Corso di Specializzazione In Ingegneria dei Sistemi di Controllo e Calcolo Automatici.
Dal 1987 diventa Professore di ruolo, in particolare svilupperà i suoi insegnamenti nella programmazione ad oggetti, gli algoritmi e le strutture dati per poi orientarsi nei corsi di Progettazione del Software.
Dal 1999 ad oggi è Titolare del corso di Basi di Dati per il corso di Laurea in Ingegneria Informatica alla Sapienza.
Dal 2008 ad oggi è anche Titolare del corso di Data Management per il corso di Laurea Magistrale in Engineering in Computer Science alla Sapienza.
Dal 2020 ad oggi è anche Titolare del corso di Logica per l'informatica per il corso di Laurea in Ingegneria Informatica alla Sapienza.

## Opere
- C. Batini, L.Carlucci Aiello, M. Lenzerini, A. Marchetti Spaccamela, A. Miola, Fondamenti di Programmazione dei Calcolatori Elettronici, 2002, ISBN 978-8820438197
- M. Lenzerini, P. Atzeni, Progetto di Programmi in Pascal, 1988, ISBN 978-8870057805
- M. Jarke, M. Lenzerini, Y. Vassiliou, P. Vassiluadis, Fundamentals of Data Warehouses, 2002, ISBN 978-3540420897